# Maxime Hamou
Maxime Hamou (ur. 8 czerwca 1995 w Nîmes) – francuski tenisista.

## Kariera tenisowa
W przeciągu kariery wygrał cztery singlowe turnieje rangi ITF.
W 2015 roku zadebiutował w imprezie Wielkiego Szlema podczas turnieju French Open. W grze pojedynczej odpadł w pierwszej rundzie po porażce z Jerzym Janowiczem. Na tym samym etapie zakończył udział w turnieju gry mieszanej, startując w parze z Clothilde de Bernardi.
W 2017 roku po wygraniu trzech meczów w kwalifikacjach awansował do turnieju głównego French Open. Odpadł w pierwszej rundzie turnieju, przegrywając z Pablo Cuevasem.
Najwyżej sklasyfikowany w rankingu gry pojedynczej był na 211. miejscu (27 lipca 2015), a w klasyfikacji gry podwójnej na 744. pozycji (18 lipca 2016).